# Carabella banksi
Pour les articles homonymes, voir Banksi.
Espèce
Carabella banksi est une espèce d'araignées aranéomorphes de la famille des Salticidae.

## Distribution
Cette espèce est endémique du Panama.

## Description
Le mâle holotype mesure 3,64 mm.

## Étymologie
Cette espèce est nommée en l'honneur de Nathan Banks.

## Publication originale
- Chickering, 1946 : The Salticidae of Panama. Bulletin of the Museum of. Comparative Zoology, vol. 97, p. 1-474 (texte intégral).